# Ctenoplusia psileia
Ctenoplusia psileia là một loài bướm đêm trong họ Noctuidae.